# Планински дегу
Планински дегу (Octodontomys gliroides) је врста глодара из породице дегуа (лат. Octodontidae).

## Распрострањење
Врста има станиште у Аргентини, Боливији и Чилеу.

## Станиште
Врста Octodontomys gliroides има станиште на копну.

## Угроженост
Ова врста није угрожена, и наведена је као последња брига јер има широко распрострањење.

### Популациони тренд
Популација ове врсте је стабилна, судећи по доступним подацима.